# III dynastia z Ur

Imperium III dynastii z Ur (na zielono).

III dynastia z Ur – mezopotamska dynastia założona przez Ur-Nammu z Ur, panowała nad zjednoczonym Sumerem i Akadem w latach 2113–2005 p.n.e. (chronologia średnia). 
Okres rządów tej dynastii wiąże się z odrodzeniem cywilizacji sumeryjskiej po czasach semickich Akadów i najazdach koczowniczych Gutejów.
Nazwa dynastii wywodzi się z Sumeryjskiej listy królów.

## Władcy III dynastii z Ur
| Imię      | Lata panowania   |
| --------- | ---------------- |
| Ur-Nammu  | 2113–2097 p.n.e. |
| Szulgi    | 2096–2048 p.n.e. |
| Amar-Suen | 2047–2038 p.n.e. |
| Szu-Suen  | 2037–2030 p.n.e. |
| Ibbi-Suen | 2029–2005 p.n.e. |

## Historia

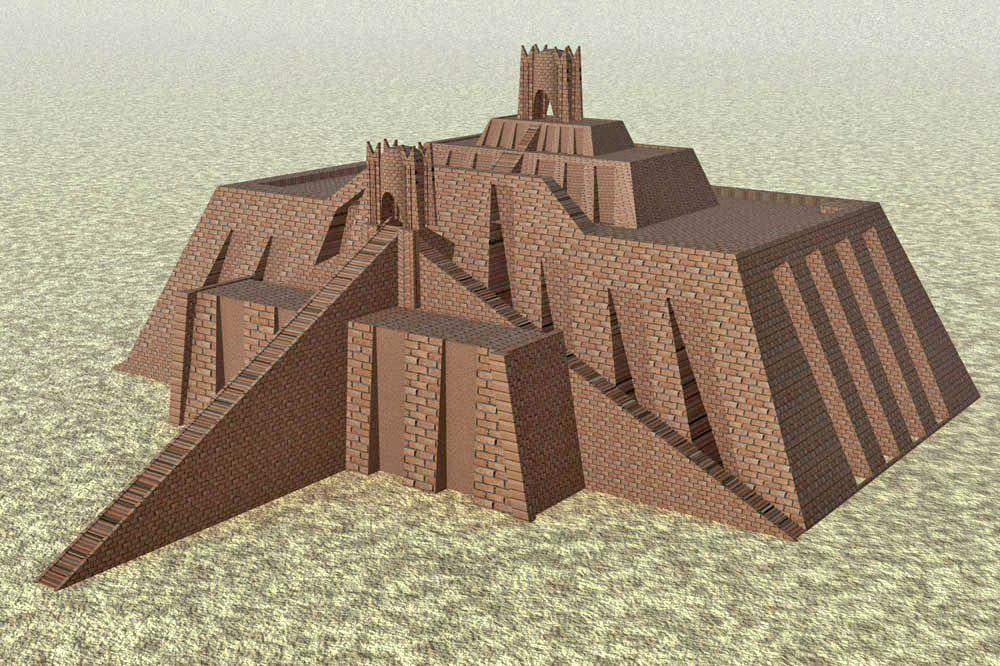
Komputerowa rekonstrukcja zigguratu w Ur

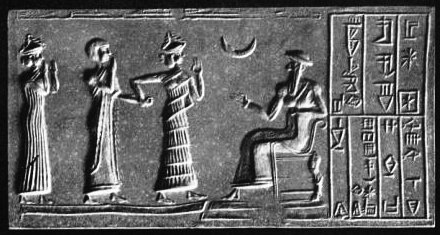
Odcisk pieczęci cylindrycznej z okresu Ur III ze sceną prezentacji; tłum. inskrypcji: „Ur-Nammu, potężny bohater, król Ur; Haszhamer, gubernator miasta Iszkur-Sin, jego sługa”; zbiory British Museum

W roku 2113 p.n.e. władca z Uruk - Utuhengal został obalony przez swojego gubernatora z Ur, Ur-Nammu, który następnie, głównie drogą dyplomatyczną, podporządkował sobie cały Sumer i Akad. Jego następcy stworzyli w obu krajach silną administrację i podbili ziemie leżące na wschód i północ od Sumeru (m.in. Elam). W skład państwa Trzeciej dynastii wchodziły: Babilonia, Mari, Aszur i Elam. W zarządzaniu krajem znaczącą rolę odgrywały świątynie. Ich zadaniem było między innymi czuwanie nad zasiewami i systemem irygacyjnym. Wielką rolę w gospodarce odgrywał handel oraz warsztaty rzemieślnicze. W roku 2025 p.n.e. żyjący na wschodzie Elamici odbili swoją stolicę Suzę i zaczęli atakować Sumer. Dwadzieścia jeden lat później zdobyli i splądrowali Ur, kładąc kres panowaniu trzeciej dynastii z tego miasta.

## Sztuka i architektura
Władcy Trzeciej dynastii uświetnili swe panowanie licznymi świątyniami i pałacami. Wiele budowli powstało nie tylko w Ur, lecz także w Nippur, Eridu, Larsie, Uruk, Aszur. W tym okresie ukształtowała się forma zigguratu. Jednym z najlepiej zachowanych i zarazem najważniejszych jest ziggurat w Ur. Upowszechnił się także wtedy nowy typ budowli kultowej, polegający na ułożeniu kolejnych pomieszczeń na wspólnej osi. Był to tzw. typ „szerokiego” sanktuarium. Rzeźba zachowała się w postaci nielicznych obiektów, m.in. w Mari, które przedstawiają miejscowych władców. Jednym z przykładów reliefu jest Stela Ur-Nammu, zachowana we fragmentach. 
Pieczęć cylindryczna owego okresu zaczynała być wyrobem standardowym. Głównym motywem była scena prezentacji: właściciel pieczęci jest prowadzony przez boga ku władcy.

## Podsumowanie
Panowanie III dynastii z Ur było ostatnim okresem niezależności Sumeru. Wraz z jej upadkiem zakończył się okres sztuki sumeryjskiej. Jednakże osiągnięcia kultury Sumerów stały się częścią kultury nie tylko Bliskiego Wschodu, ale także częścią kultury światowej.